# Nikolaus Duprez
Nikolaus Duprez (auch Nicolaus oder Nic. Duprez; * 12. Mai 1867 in Reuland; † 28. Mai 1949 in Heerlen) war ein niederländischer Bergmann und Schnitzer deutscher Herkunft.

## Leben
Duprez wurde als Sohn des Tierarztes Paul Duprez und dessen Frau Katharina Mootz im damals zur preußischen Rheinprovinz gehörigen Ort Reuland geboren. Da sein Vater früh starb, war Duprez mit zwölf Jahren gezwungen, Arbeit zu suchen. 1882 war er im belgischen Seraing in einer Steinkohlemine tätig. 1900 zog er mit seiner aus dem belgischen Welkenraedt stammenden Verlobten Henriette Frijssen nach Heerlen und heiratete sie dort 1901. Dort arbeitete er im Steinkohlebergwerk Oranje-Nassau I. Im Dezember 1928 ging er in den Ruhestand. Während der Zeit in Heerlen begann Duprez autodidaktisch mit der Holzschnitzerei. Sein erstes Werk war ein Spiegelrahmen. Später schnitzte er, der ein sehr religiöser Mensch war, vor allem religiöse Figuren. Als Künstler entdeckt wurde er durch Hubert Spierts, der ihm viele Aufträge für seine Onze-Lieve-Vrouw-Onbevlekt-Ontvangenkerk und sein Pfarrhaus gab.

## Auszeichnungen
Für sein Werk Vlucht naar Egypte gewann Duprez mehrere Preise.

## Werke
- Vogelkäfig[2]
- Herz-Jesu-Bild in Terwinselen[2]
- Robin Hood[2]
- Jeanne d'Arc[2]
- Vlucht naar Egypte[2]
- Mijnwerker (1936)[3]

## Ausstellungen
- In Sittard (1913)[2]
- Im Kasteel Erenstein (1946)[6]
- Im Nederlands Openluchtmuseum in Arnhem (1946)[7]
- In der Ausstellung Kunst en kultuur in de mijnbouw auf Schloss Hoensbroek (1958)[8]